# Anadenobolus nicaraguanus
Anadenobolus nicaraguanus är en mångfotingart som först beskrevs av Chamberlin 1922.  Anadenobolus nicaraguanus ingår i släktet Anadenobolus och familjen Rhinocricidae. Inga underarter finns listade i Catalogue of Life.